# Рамон Љуљ
Рамон Љуљ (лат. Raimundus Lullus; Палма де Мајорка 1232 - Мајорка ?, 1316) био је каталонски филозоф, мистичар, мисионар, приповедач и песник. Око тридесете године напустио је дворски живот и посветио се студијама и проповедима са идејом да постигне уједињење човечанства под хришћанством. Основао је манастире у којима је главна активност била учење арапског језика и путовао Оријентом са циљем да покрсти невернике. Приписује му се најмање 250 дела. Његова личност и мисао имале су мноштво присталица током векова и дела су му врло рано била преведена на бројне језике.
Прозван је doctor illuminatus, због тога што је у духовности истицао просветљење.

## Биографија
Рамон Љуљ се родио у Палми де Мајорки, 1232. године. Био је дуговечан за оно време, с обзиром на то да је умро 1316. са 84 године. Његова породица припадала је каталонском племству краља Ђаумеа I и учествовала је у освајању острва Мајорке. Млади Љуљ је добио типично дворско образовање, оженио се Бланком Пикањ и имао двоје деце. Али, око 1263. године, десила се знатна промена у његовом животу; због низа мистичних искустава напустио је своју друштвену позицију и породични живот, да би се посветио једном једином циљу: превођењу неверника – муслимана, Јевреја и пагана – у истинску хришћанску веру. Овом циљу ће посветити свој живот и своје дело.
Након што је девет година свог живота посветио изучавању латинског и арапског језика и културе, Рамон Љуљ је доживео просветљење: Уметност или Лулијанска вештина један је филозофски поглед који је омогућио да се неверницима кроз рационалну филозофску расправу докаже истина о хришћанству. Током већег дела свог живота, писао је различите варијанте и поједностављене верзије овог филозофског погледа, између осталог дела: Велика уметност [L’ars magna] (1276), Примењена уметност (L’ars demostrativa) (1283), Проналазачка уметност (L’ars inventiva) (1289) и Кратка уметност (L’Art breu) (1308). Свестан тежине шеснаест форми своје Уметности, такође је писао дела различитим стиловима и техникама и покушао да на дидактичан и јасан начин представи сврху свога писања.
На каталонском, латинском и арапском написао је око 250 дела укљуцијући проповеди, писма, летописе, дидактичне приручнике, поезију, аутобиографије, наративне и научне трактате, филозофију и етику.
Посвећен својој мисији преобраћања неверника, а упоредо са својим филозофским и књижевним стваралаштвом, Рамон Љуљ је улажио много труда у изградњу манастира који је требало да буду посвећени учењу арапског језика и обучавању мисионара. Успео је да добије финансирање за само један манастир - Мирамар који се налази на истоименом острву, захваљујући донацијама краља Мајорке Ђауме II. Незадовољан резултатом својих дипломатских преговарао је са разним папама и краљевима у вези са изградњом више манастира, и одлучио да лично отпутује у земље исламске вероисповести. Путовао је на север Африке и по Блиском истоку, али и Монпеље, Ђенову, Рим, и у Париз, где 1311. године диктира монасима манастира у којем је боравио Савремени живот (Vida coetània), биографију у којој је желео свој живот и дело да оправда у очима Цркве.
Сматра се да је Рамон Љуљ умро 1316. године у Палми, након једног пута у Тунис.

## Књижевно дело
На књижевном нивоу, истиче се да је Рамон Љуљ био први и један од главних људи који су допринели формирању каталонског књижевног језика. Његова синтаксичка и лексичка решења, његова елегантна и уравнотежена проза подразумевају велику новину и јединствен су пример развоја једног језика без претходне књижевне традиције. Он је први европски писац филозофских и учених дела на народном језику. Одабир језика, у сваком случају, треба да се схвати као инструмент помоћу којег се боље допире до људи којима је дело упућено: латински за учене европске читаоце, каталонски за лаичку популацију Арагонске круне, и арапски за прозелитистичка задужења. Често су, пак, чувани рукописи једног истог дела у двојезичној верзији на каталонском и латинском. Нажалост, није сачуван ниједан рукопис на арапском језику. Током пишчевог живота, његова дела су превођена на кастиљански (шпански), француски, италијански и окситански. Од његовог рада као песника стижу нам два дела Неутешност [Desconhort] (1295) i Песма о Рамона [Cant de Ramon] (1300), где је очигледан утицај провансалског стила. Што се тиче прозних дела, можемо истаћи дело Књига о Евасту и Бланкерни [Llibre d’Evast e Blanquerna] (1276-83), роман који описује угледни живот једној хероја, и у њој се одгледа друштво тог доба. Унутар овог романа налази се и чувена Књига о пријатељу и вољеном [Llibre d’amic e amat] (1276-83) са серијом афоризама поучног карактера. Књига размишљања о Богу [Llibre de contemplació en Déu] (1271-74) представља више од хиљаду страница посвећених филозофском објашњењу спољашњег као и божјег света, првобитно написана на арапском, међутим, сачуване су само верзије на каталонском и латинском. Његов витешки приручник Књига о витешком реду [Llibre de l'ordre de cavalleria] (1274-76), посвећен оснаживању морала и хришћанских обичаја међу витезовима, имао је успеха и након два века. Књига о васпитању деце [Llibre de doctrina pueril] (1274-76) јесте књига дидактичког типа која поједностављује основне истине хришћанства. Књига чудеса [Llibre de les meravelles] (1287-89), која укључује познату Књигу о зверима јесте дидактички роман распоређен по примерима, и под великим утицајем је суфистичке филозофије.

## Алхемијска дела
Приписује му се мноштво књига и рукописа о алхемији, но извесно је да се већином ради о апокрифним списима које су написали његови ученици након његове смрти. Међу тим делима, која су му приписана, издвајају се "Завештање" (Testamentum), "Додатак завештању" (Codicillus), "Експерименти" (Experimenta), "О тајнама природе" (De secretis naturae) и "Златотворно умеће" (Ars aurifera).

## Дела
- "Књига о контеплацији" (кат. Llibre de contemplació de Déu) (1297)
- "Белико умеће" (Ars magna) (1305)
- "Књига о паганима и о трима мудрацима"

### Преводи на српски
- Књига о зверима, Београд: Paidea, 2003. (Прев. Александар Грујичић)
- Књига о витешком реду , Београд: Magelan Press, 2013. (Прев. Синиша Здравковић)
- Revertimini (Ljulj 361+1) (Поводом обележавања седамстоте годишњице смрти Рамона Љуља, Институт Сервантес у Београду је био домаћин изложбе)[3], каталонског фотографа Ђорђија Плен Пеја, у периоду између марта и априла 2016. године.